# Lower Park Creek Patrol Cabin
La Lower Park Creek Patrol Cabin est une cabane en rondins dans le comté de Flathead, dans le Montana, aux États-Unis. Protégée au sein du parc national de Glacier, cette construction de 1925 est inscrite au Registre national des lieux historiques depuis le 16 décembre 1986.